# Internet Explorer
Internet Explorer (dříve Windows Internet Explorer nebo také Microsoft Internet Explorer, zkracovaný jako IE, MSIE) je zastaralý proprietární webový prohlížeč společnosti Microsoft. Byl součástí starších verzí operačních systémů rodiny Microsoft Windows. Internet Explorer byl v roce 2015 nahrazen jeho nástupcem prohlížečem Microsoft Edge. V prosinci 2018 činil celosvětový tržní podíl Internet Exploreru na všech platformách 2,55 %. K 30. listopadu 2020 byla ukončena podpora pro běh Microsoft Teams. Aplikace programového balíku Microsoft 365 přestaly Internet Explorer podporovat k 17. srpnu 2021. Microsoft přestal prohlížeč podporovat k 15. červnu 2022.

## Historie
| Verze | Datum vydání    | Integrováno s               |
| ----- | --------------- | --------------------------- |
| 1     | 1995            | žádná integrace             |
| 2     | říjen 1995      | Windows NT 4.0              |
| 3     | srpen 1996      | Windows 95 OSR2             |
| 4     | 1997            | Windows 95 C, Windows 98    |
| 5     | 18. března 1999 | Windows 98 SE, Windows 2000 |
| 5.5   | červenec 2000   | Windows ME                  |
| 6     | 27. srpna 2001  | Windows XP                  |
| 7     | 19. října 2006  | Windows Vista               |
| 8     | 19. března 2009 | Windows Vista, Windows 7    |
| 9     | 15. března 2011 | zatím žádná integrace       |
| 10    | 1. srpna 2012   | Windows 8                   |
| 11    | 17. října 2013  | Windows 8.1, Windows 10     |

Přímým předchůdcem Internet Exploreru byl webový prohlížeč NCSI Mosaic (stejně jako pro Netscape Navigator), jehož zdrojové kódy byly zčásti použity v prohlížeči Spyglass Mosaic licencovanému od firmy Spyglass firmě Microsoft v roce 1995 za podmínky, že firma Spyglass obdrží určitá procenta ze zisku. Internet Explorer verze 3 již byl vyvíjen bez licencovaných zdrojových kódů.
V minulosti byl Internet Explorer vyvíjen také pro ostatní operační systémy: vznikl tak Internet Explorer pro Mac a vznikal Internet Explorer pro UNIX (pracující přes X Window System na operačních systémech Solaris a HP-UX). Vývoj všech uvedených verzí byl později přerušen.
V evropských verzích Windows 7 se uživatel mohl rozhodnout, zdali chtěl IE používat nebo ho odinstalovat a systém uživateli dával na výběr z dalších alternativních prohlížečů, např.: Mozilla Firefox, Google Chrome, Opera, Safari, Maxthon atd. Jednalo se o opatření kvůli Evropské komisi, ke které společnost Opera Software (tvůrce webového prohlížeče Opera) podala stížnost na zneužívání tržního podílu společností Microsoft.

### Verze 1 a 2
První verze vydaná v srpnu 1995 byla upravená verze Spyglass Mosaic. Přišla s Microsoft plus! pro OEM vydání Windows 95. Verze 1.5 byla uvolněna o několik měsíců později pro Windows NT s podporou pro základní tabulkový překlad. Verze 2.0 byla uvolněna pro Windows 95 a Windows NT v listopadu 1995 s podporou SSL, cookies, VRML a Internetových diskuzních skupin.

### Verze 3
Třetí verze byla vydána v 13. srpna 1996 a stala se první široce používanou verzí Internet Exploreru. Neobsahovala již licencované zdrojové kódy firmy Spyglass, ale protože byla stále používána „technologie“ Spyglass, byly licenční informace v programové dokumentaci uvedeny. Internet Explorer 3 byl první významnější prohlížeč s podporou kaskádových stylů (CSS), ačkoliv byla jen částečná. Byla představena podpora pro ActiveX, applety v jazyce Java, multimédia a PISC systém pro začlenění metadat. Obsahoval tak proti konkurenčnímu prohlížeči Netscape Navigator mnoho novinek. Verze 3 obsahovala klienta Microsoft Internet Mail and News pro elektronickou poštu (předchůdce Outlook Expressu), NetMeeting a ranou verzi Windows Address Book (adresář).
Verze 3 byla součástí Windows 95 OSR 2 a stala se tak první populární verzí Internet Exploreru.

### Verze 4
Čtvrtá verze byla vydána v září 1997 a prohlubovala úroveň integrace mezi internetovým prohlížečem a operačním systémem. Instalace verze 4 do systému Windows 95 nebo Windows NT 4 spolu s „Windows desktop update“ přinesla možnost zobrazení webové stránky na ploše desktopu a použití Internet Exploreru i pro zobrazování souborů a adresářů. Tato volba již nebyla dostupná v instalátorech pozdějších verzí Internet Exploreru, ale nebyla ze systému po svém nainstalování již odstraněna. Internet Explorer 4 přinesl podporu pro Group Policy, dovolující konfigurovat a nastavit konfiguraci prohlížeče pro více počítačů zároveň. Program Internet Mail a News byl nahrazen Outlook Expressem a byl zahrnut i Microsoft Chat a vylepšený NetMeeting. Tato verze byla také součástí Windows 98.
Integrace verze 4 s operačním systémem Microsoft Windows se stala předmětem soudních žalob, které vinily společnost Microsoft ze zneužití dominantního postavení na trhu.

### Verze 5
Pátá verze byla vydána 18. března 1999 a byla integrována ve Windows 98 SE, Windows 2000 a Microsoft Office 2000. Byla přidána podpora obousměrného textu, ruby znaků pro čínštinu, XML, XSL a schopnost chránit webové stránky v MHTML formátu. Windows 2000 obsahovaly Internet Explorer 5.01. Společně byla vydána první verze XMLHttpRequest.
Verze 5.5 vydaná v červenci 2000 zlepšila tiskový náhled, podporu CSS a HTML standardů, vývojářských API a stala se součástí Windows ME. Verze 5.5 také obsahovala podporu pro 128bitové šifrování.

### Verze 6
Šestá verze byla vydána 27. srpna 2001 několik měsíců před Windows XP, do nichž byla integrována. Byla též dostupná jako instalační balíček pro starší systémy až po Windows 98. Obsahovala nově DHTML, částečnou podporu CSS úrovně 1, DOM úroveň 1 a SMIL 2.0. MSXML engine byl aktualizován na verzi 3.0. Další prvky byly obsaženy v nové verzi Internet Explorer Administration Kit (IEAK): Media bar, Windows Messenger, sběr poruch, přenastavitelný automatický obraz, P3P a nový vzhled použitý ve Windows XP. Jelikož tato verze byla na dlouhou dobu poslední, měla i rok po vydání následující verze 7 větší podíl na trhu.

### Verze 7
Verzi 7 oznámil již 15. února 2005 Bill Gates s tím, že bude uvolněna na RSA konferenci 2005 v San Franciscu. První betaverze prohlížeče byla uvolněna 27. července 2005 jako technické zkušební vydání, pro veřejnost byla betaverze uvolněna 31. ledna 2006. Finální veřejná verze byla uvolněna 18. října 2006. Windows Internet Explorer 7 byl k dispozici jen pro Windows XP SP2 a novější, byl součástí Windows Server 2003 SP1 a Windows Vista. Od verze 7 se změnil název prohlížeče na Windows Internet Explorer.
Verze 7 zlepšovala ochranu uživatele před phishingem a záludným softwarem. Obsahovala plnou uživatelskou kontrolou nad ActiveX a lepším bezpečnostním rámcem. Na rozdíl od předchozí verze neběžel ActiveX control v procesu Windows Exploreru, ale běžel ve vlastním procesu. Verze 7 zlepšoval podporu pro webové standardy. Dne 5. října 2007 Microsoft odstranil softwarové ověření pravosti Windows (Windows Genuine Advantage) před instalací.

### Verze 8
Verze 8 byla poslední verze dostupná pro Windows XP. Ve vývoji byla od srpna 2007. První beta verze byla zpřístupněna 5. března 2008. Druhá beta verze byla vydána 27. srpna 2008. Finální verze vyšla 19. března 2009. Novinkou jsou Accelerators a WebSlices.
Podle vyjádření Microsoftu byly prioritami této verze bezpečnost, použitelnost, zlepšení podpory technologií RSS, CSS a AJAX. Webové standardy jsou podporovány mnohem lépe, ve finální verzi byla kompletní podpora CSS 2.1, což umožňovalo projít testem Acid2. Kvůli zpětné kompatibilitě však IE8 obsahoval také renderovací jádro IE7. Stránky, které měly problémy s vylepšeným jádrem IE8, mohly díky speciálnímu meta elementu vyvolat renderování IE7. Mnohých vylepšení doznala také podpora JavaScriptu. Byla součástí Windows 7.

Internet Explorer 9 wordmark

### Verze 9
Finální verze vyšla 15. března 2011. Novinkou bylo například vypnutí částí prohlížené stránky, které pocházelo z jiných internetových domén a serverů, laicky tedy vypnutí zobrazování reklamy nebo počítadel návštěvnosti. Hlavními prioritami této verze byly výkon, HW akcelerace, kompatibilita a jednoduchost. Byla zlepšena podpora nových webových standardů. Je zde alespoň částečně zahrnuta podpora HTML5 a CSS3. Kvůli zpětné kompatibilitě však IE9 obsahoval také renderovací jádro IE7 a IE8. Stránky, které měli problémy s vylepšeným jádrem IE9, mohly díky speciálnímu meta elementu vyvolat renderování IE7 nebo IE8.

### Verze 10
Microsoft vydal první testovací verzi s názvem Platform Preview v dubnu 2011. Finální verze Internet Explorer 10 vyšla společně s uvedením Windows 8 na trh. Byla vydána i předběžná verze (plně funkční a v podstatě finální) pro systém Windows 7.

### Verze 11
Tato nejnovější verze byla vydána spolu s Windows 8.1, tedy v říjnu 2013. V této verzi se zlepšila 3D grafika například u Bing Map, a byla implementována podpora protokolu SPDY. Internet Explorer 11 byl zpřístupněn pro Windows Server 2012 a Windows Embedded 8 Standard v dubnu 2019.

## Kritika
Webový prohlížeč Internet Explorer (především verze 6 či starší) byl zhusta kritizován pro svou bezpečnostní politiku, neboť ta umožňuje šíření virů, spyware či adware. Chyby v tomto prohlížeči byly mnohdy zneužívány k získávání kontroly nad systémem či k získávání citlivých údajů o uživatelích.
V minulosti se tvůrcům prohlížeče též nejednou vyčítala malá podpora webových standardů a jejich častá chybná implementace. Řada vývojářů tvrdí, že tím společnost Microsoft brzdí rozvoj v oblasti webových technologií. Aktuální verze však v této oblasti přinesly mnohá zlepšení, včetně podpory HTML5.

### Bezpečnost
Hodně kritiky Internet Explorer souviselo se zájmy o větší bezpečnost kvůli spywaru, adwaru a počítačovým virům šířícím se napříč internetem. Jsou vytvořené, aby využívaly chyby a kazy v bezpečnostní architektuře Internet Exploreru. Někdy bylo riziko, že jenom zobrazení podvodné webové stránky vedlo k tomu, aby se spyware mohl nainstalovat na uživatelův počítač, což je v angličtině známé jako „drive-by download“: pokus oklamat uživatele a instalací podvodného softwaru bez vědomí uživatele. Internet Explorer nebyl jediný zranitelný webový prohlížeč, ale jeho veliké rozšíření mezi uživateli mělo za následky velké množství napadených počítačů. Microsoft nereagoval tak rychle jako jeho konkurence v opravování bezpečnostních chyb a vytváření dostupných záplat. V některých případech tím dal podvodným webovým stránkám možnost, aby je zneužívaly před vydáním nové bezpečnostní záplaty.
Avšak novější verze Internet Exploreru (od verze 8 a vyšší) udělaly v ohledu zabezpečení velký pokrok. Důkazem byly nezávislé testy NSS Labs provedené v roce 2011, při kterých byla testována schopnost prohlížeče zabránit uživatelům ve stažení malwaru. Internet Explorer 9 dokázal zachytit 98,2 % malwaru, konkurenční prohlížeče se pohybovaly hluboko pod 15 %. Tyto testy nicméně netestovaly celkovou bezpečnost prohlížeče (jeho zranitelnost), ale jen ochranu před malwarem šířeným pomocí technik sociálního inženýrství (Socially-engineered malware).
Ve druhé polovině roku 2017 byla v Internet Exploreru objevena chyba, díky které webová stránka dokázala získat obsah adresního řádku, a případně po zadání nové adresy do adresního řádku přesměrovat na jiný server. Chyba využívala konstrukci ověřující kompatibilitu stránky s prohlížečem. Vzhledem k tomu že v době objevení chyby byl už Internet Explorer pro Microsoft druhořadým produktem, nebyla plánovaná mimořádná aktualizace.

## Postupný konec podpory
V únoru 2019 šéf bezpečnosti společnosti Microsoft Chris Jackson doporučil uživatelům, aby přestali používat Internet Explorer jako výchozí prohlížeč.
1. června 2020 americká nezisková organizace Internet Archive odstranila Internet Explorer ze seznamu podporovaných prohlížečů z důvodu zastaralosti prohlížeče. Od 30. listopadu 2020 již nebylo možné přistupovat k webové verzi aplikace Microsoft Teams pomocí prohlížeče Internet Explorer 11, a od 17. srpna 2021 následovala i zbývající služba Microsoft 365. Podporu pro tento prohlížeč v červenci 2021 ukončil i WordPress.
Dne 15. června 2022 skončila podpora Internet Exploreru 11 pro pololetní kanál (Semi-Annual Channel) systému Windows 10. Uživatelé těchto verzí systému Windows 10 byli od 14. února 2023 přesměrováni na novější webový prohlížeč Microsoft Edge. Ostatní verze systému Windows, které byly v té době stále podporovány, nebyly ovlivněny. Konkrétně to byly verze Windows 7 ESU, Windows 8.x, Windows RT, Windows Server 2008 / R2 ESU, Windows Server 2012 / R2 a novější i Windows 10 LTSB/LTSC nadále dostávaly aktualizace až do konce jejich předepsané podpory.
V ostatních verzích systému Windows bude Internet Explorer i nadále podporován až do data ukončení podpory pro daný systém. IE7 byl podporován do 10. října 2023, souběžně s ukončením podpory pro Windows Embedded Compact 2013 , zatímco IE9 je podporován do 13. ledna 2026, souběžně s ukončením placené podpory Premium Assurance pro zákazníky se systémem Windows Server 2008. Pokud nedojde k dalším změnám v zásadách podpory, bude Internet Explorer 11 podporován do 13. ledna 2032, souběžně s ukončením podpory pro Windows 10 IoT Enterprise LTSC 2021.